# Kapitał duchowy
Kapitał duchowy (ang. Spiritual Capital) – termin odnoszący się do zasobów i wartości płynących z praktyk religijnych, moralnych i psychologicznych osób, grup i społeczeństw. Zwolennicy tego określenia porównują go do innych form kapitału (kapitał finansowy, ludzki, intelektualny itp.) występujących w ekonomii. Niektórzy badacze, jak Roberto Barro definiuje kapitał duchowy po prostu jako inne określenie wpływu generowanego przez wierzenia i praktyki religijne. Z kolei Danah Zohar postrzega szerzej kapitał duchowy jako wartości i wierzenia osobiste, społeczne i kulturowe, które stymulują kreatywność, motywują ludzi oraz zachęcają do moralnego postępowania. Często wiąże się to pojęcie z inteligencją duchową.